# Иакх
Иакх — в древнегреческой религии и мифологии второстепенный бог.
Часто отождествляется с Дионисом, возможно, из-за сходства имён Iacchus и Bacchus (последнее из них — второе имя Диониса). Возможно, произошел от персонификации ритуального клича Iacche!, издаваемого во время ритуальной процессии из Афин в Элевсин во время Элевсинских мистерий. Такая процессия, прошедшая по опустошенной земле во время Греко-персидских войн была воспринята как чудесное событие и предвестник победы в Битве при Саламине (480 год до н. э.).
Имел некоторое культовое значение в Афинах и Элевсине, в последнем в связи с Элевсинскими мистериями, однако значимых мифов, в которых он играл бы роль, не сложили. Возможно, однако, он в виде ребенка был вовлечен в элевсинский миф с участием Баубо, пожилой женщины, которая развеселила Деметру, горевавшую из-за похищения Персефоны Аидом, продемонстрировав той свои гениталии. Версию мифа, где Иакх участвует в событиях, приводит Климент Александрийский, но в её точности имеются сомнения.
По разным сведениям Иакх сын Деметры (или, наоборот, её муж), Персефоны или Диониса (от нимфы Авры).